# جزیره کورتیس (نیوزیلند)

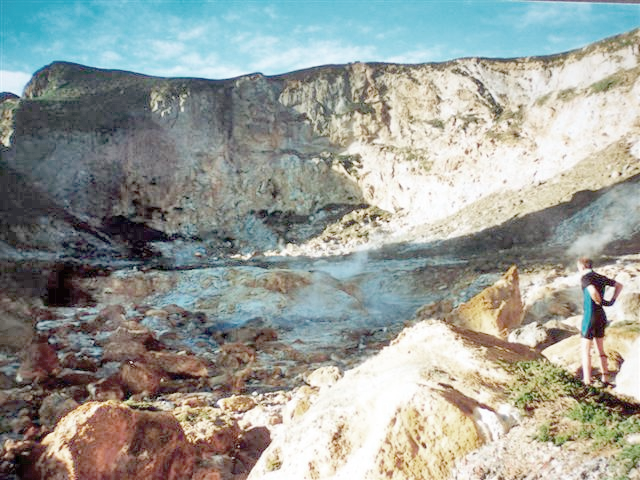
تصویر این جزیره

جزیره کورتیس (به لاتین: Curtis Island) یک جزیره در نیوزیلند است. جزیره کورتیس ۴۷ متر بالاتر از سطح دریا واقع شده‌است.